# جوستاف فروهليش
جوستاف فروهليش (بالألمانية: Gustav Fröhlich)‏ (و. 1902 – 1987 م) هو مخرج أفلام، وكاتب سيناريو، وممثل مسرحي، وممثل أفلام ألماني، ولد في هانوفر، توفي في لوغانو، عن عمر يناهز 85 عاماً.

## جوائز
حصل على جوائز منها:
- جائزة الفيلم الألماني [الإنجليزية]‏.

## وصلات خارجية
- جوستاف فروهليش على موقع IMDb (الإنجليزية)
- جوستاف فروهليش على موقع مونزينجر (الألمانية)
- جوستاف فروهليش على موقع ألو سيني (الفرنسية)
- جوستاف فروهليش على موقع أول موفي (الإنجليزية)
- جوستاف فروهليش على موقع قاعدة بيانات الأفلام السويدية (السويدية)
- جوستاف فروهليش على موقع ديسكوغز (الإنجليزية)
- جوستاف فروهليش على موقع قاعدة بيانات الفيلم (الإنجليزية)
- جوستاف فروهليش على موقع كينوبويسك (الروسية)